# Coleophora mausoleae
Coleophora mausoleae é uma espécie de mariposa do gênero Coleophora pertencente à família Coleophoridae.